# Paravan

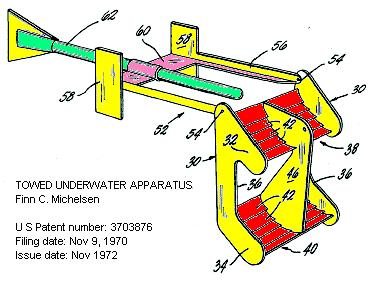
Paravan

Se denomina paravan a un tipo de planeador utilizado en el curricán de fondo para mantener las muestras a medias aguas. Habitualmente están plomados entre 30 y 300 g y disponen de varias posiciones de anclaje para modificar el ángulo de navegación y, por tanto, la tendencia a alcanzar mayores profundidades.